# Эсслер, Дебора
Дебора Эсслер (фр. Déborah Heissler; 5 мая 1976, Мюлуз) — французская поэтесса.

## Биография
Родилась в Эльзасе, мать — полька, отец — француз. С четырёх лет училась игре на фортепиано. С 1994 года изучала литературу и информатику в университете Верхнего Эльзаса. В 2005 году защитила диссертацию по французской литературе. Сотрудник исследовательского института европейских языков и литератур в своей alma mater. В 2007—2010 годах преподавала французский язык в университетах Индии, Китая, Таиланда, Вьетнама. С 2015 года входит в состав жюри премии Луи Гийома.

## Творчество
Автор трех книг стихов. Ей принадлежат статьи о творчестве Андре Жида, Жюльена Грака, Жюльена Грина, Гюстава Ру, Филиппа Жакоте, Анри Мешонника, эссе о Брейгеле, Ван Гоге, Чжао Уцзи.

## Книги стихов
- Près d’eux, la nuit sous la neige (2005, премия Поэтическое призвание)
- Comme un morceau de nuit, découpé dans son étoffe (2010, Международная премия Ивана Голля за поэзию на французском языке, премия Луи Гийома за стихотворения в прозе)
- Chiaroscuro (2013)
- Sorrowful Songs (2015)
- Les Nuits et les Jours (2020)

## Награды
Премия Луи Гийома (2012),
Премия Ивана Голля (2011),
Премия Поэтическое призвание фонда Марселя-Блюстейна-Бланше (2005)